# Rindergeburtshilfe
Rindergeburtshilfe ist ein Eingriff durch den Menschen in den Prozess der Geburt eines Kalbes. Dieser Prozess ist ein weit gefächertes Gebiet und beinhaltet unter anderem die Kontrolle der Lage des Kalbes oder den Einsatz von mechanischen und/oder medizinischen Hilfsmitteln zur Geburt. Dabei ist ein komplikationsloser Geburtsverlauf, bei dem Geburtshilfe gar nicht erst notwendig ist, am gesündesten für das Muttertier und das Kalb.
Der Eingriff ist nur unter sehr bedingten Voraussetzungen wirklich notwendig. Ein Helfer bei der Geburt muss sich bewusst sein, dass er sich an verpflichtende Regeln zu halten hat. Zusätzlich ist Fachkenntnis gefragt, mit der er die Situation richtig einzuschätzen weiß. Das Ziel ist ein gesundes Kalb und ein vitales Muttertier zu erhalten.

## Vorbereitende Maßnahmen

Geburtsmantel für die Rindergeburt

Zwischen dem Platzen der Fruchtblase und dem Durchtritt des Kopfes des Kalbes können je nach Muttertier ein bis sechs Stunden vergehen, ohne dass Geburtshilfe erforderlich ist. Hat der Kopf des Kalbes die Scham passiert, sollte die Geburt nach etwa 10 Minuten beendet sein. Greift man zu früh ein, verursacht man erst dadurch häufig Schwergeburten.
Folgende Punkte sollten für einen erfolgreichen Geburtsverlauf vorbereitet werden:
- ausreichend warmes Wasser, um die Schamgegend zu reinigen
- Sauberkeit und Hygiene am Arbeitsplatz
- Geburtsmantel und saubere Kleidung
- Kurz geschnittene Fingernägel, um Verletzungen vorzubeugen
- Schmuck ablegen
- Zughilfen (z. B. Geburtshelfer) griffbereit haben
- Sauberer und stressfreier Abkalbebereich

Auch wenn Geburtshilfe letztlich doch nicht nötig sein sollte, gilt es als sinnvoll, alles vorzubereiten.

## Indikatoren zur Notwendigkeit der Geburtshilfe beim Rind

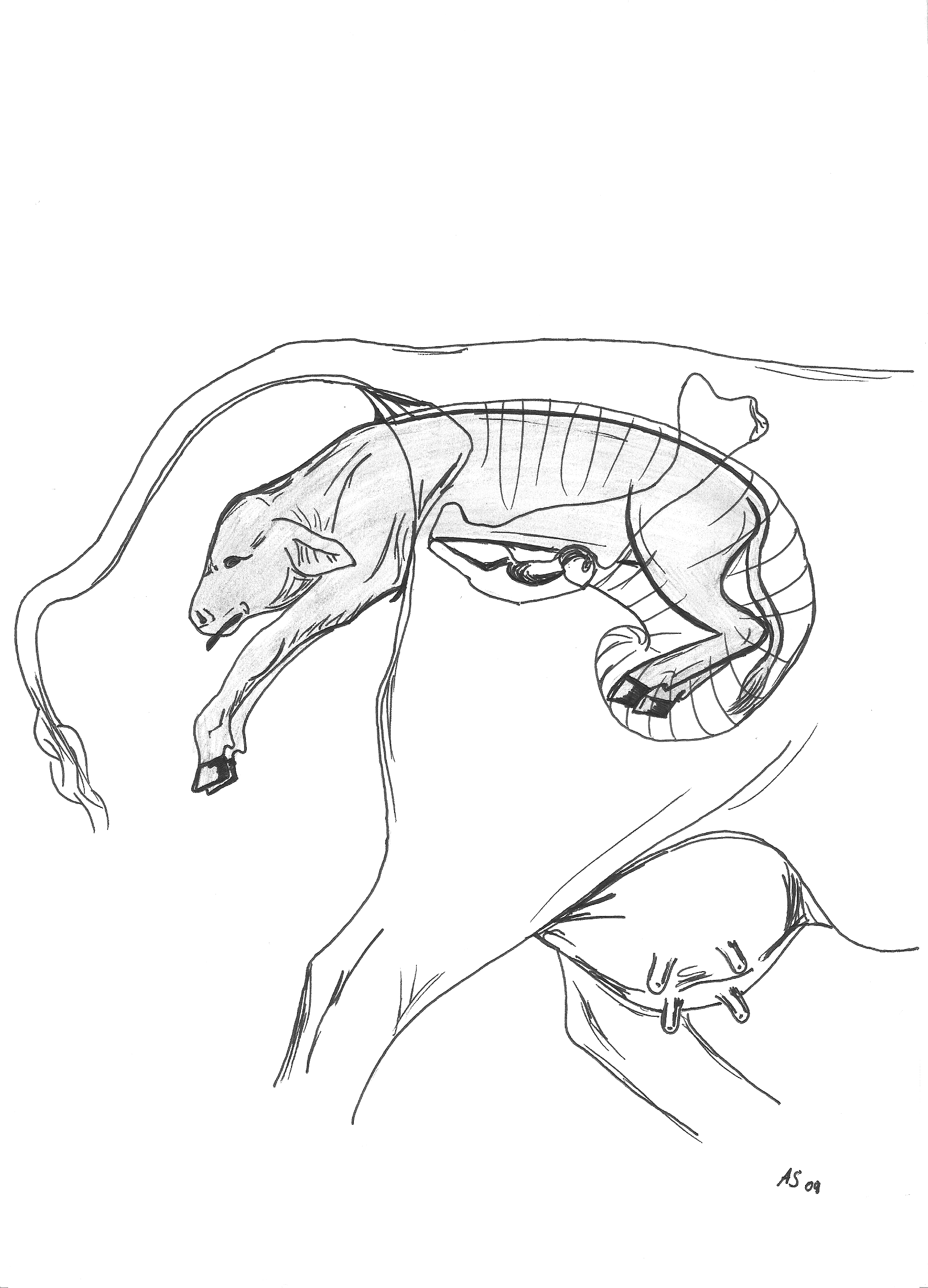
Zeichnung einer Rindergeburt

Nur in speziellen Ausnahmen sollte Geburtshilfe geleistet werden:
- Wenn anstatt der Wehen Symptome einer Kolik einsetzen (evtl. Gebärmutterverdrehung).
- Wenn der Blasensprung länger als zwei Stunden bei der Kuh und länger als vier Stunden bei der Färse zurückliegt und zudem kein Flotzmaul und keine Füße zu sehen sind.
- Wenn nur eine Gliedmaße sichtbar ist.
- Wenn nur das Flotzmaul zu sehen ist.
- Wenn nur der Schwanz zu sehen ist.
- Lage: Kommt das Kalb zuerst mit den Vorderbeinen und dem Kopf zur Welt, verläuft die Geburt in der Regel natürlich und ohne Komplikationen. Kommen die Hinterbeine zuerst zum Vorschein, muss häufiger Geburtshilfe geleistet werden.
- Stellung/Haltung: Die Geburt kann nur in oberer Stellung, nicht in unterer oder seitlicher Stellung verlaufen. Auf nebenstehender Abbildung ist der Idealfall, also die obere Stellung des Kalbes, zu sehen. Bei Abweichung dieser Haltung/Stellung kann es zu Komplikationen kommen und es muss unter Umständen Geburtshilfe geleistet werden.

Dauert der Geburtsverlauf zu lange, muss operativ eingegriffen werden, um das Leben des Kalbes und des Muttertieres zu retten. Ist das Kalb bereits im Mutterleib verstorben, müssen operative/chirurgische Maßnahmen ergriffen werden, um das Leben der Kuh zu erhalten.

## Maßnahmen für die Geburtshilfe

### Medikamentöse Maßnahmen
Solche Maßnahmen beeinflussen den Geburtseintritt und -ablauf direkt. Des Weiteren können diese Hilfen zur Dämpfung von Schmerzen, zur Kreislauf- und Stoffwechselstabilisierung und zur Bekämpfung von Infektionen beim Muttertier und der Frucht ergriffen werden. Auf Grund des Arzneimittelabgabegesetzes ist man dazu verpflichtet, in solchen Fällen einen Tierarzt zu Rate zu ziehen.
Beispiel: Wehen
Die medikamentöse Anregung von Wehen unterstützt zu schwache oder ungeordnete Wehentätigkeiten.
Sie ist nur indiziert, wenn folgende Voraussetzungen erfüllt sind:
- Gebärmuttermund muss geöffnet sein
- Die Gebärmutter darf nicht in ihrer Lage verändert sein
- Das Kalb muss sich bereits in Geburtsstellung (siehe Haltung/Stellung) befinden
- Das Kalb darf nicht zu groß sein

### Mechanische Maßnahmen

#### Zughilfe

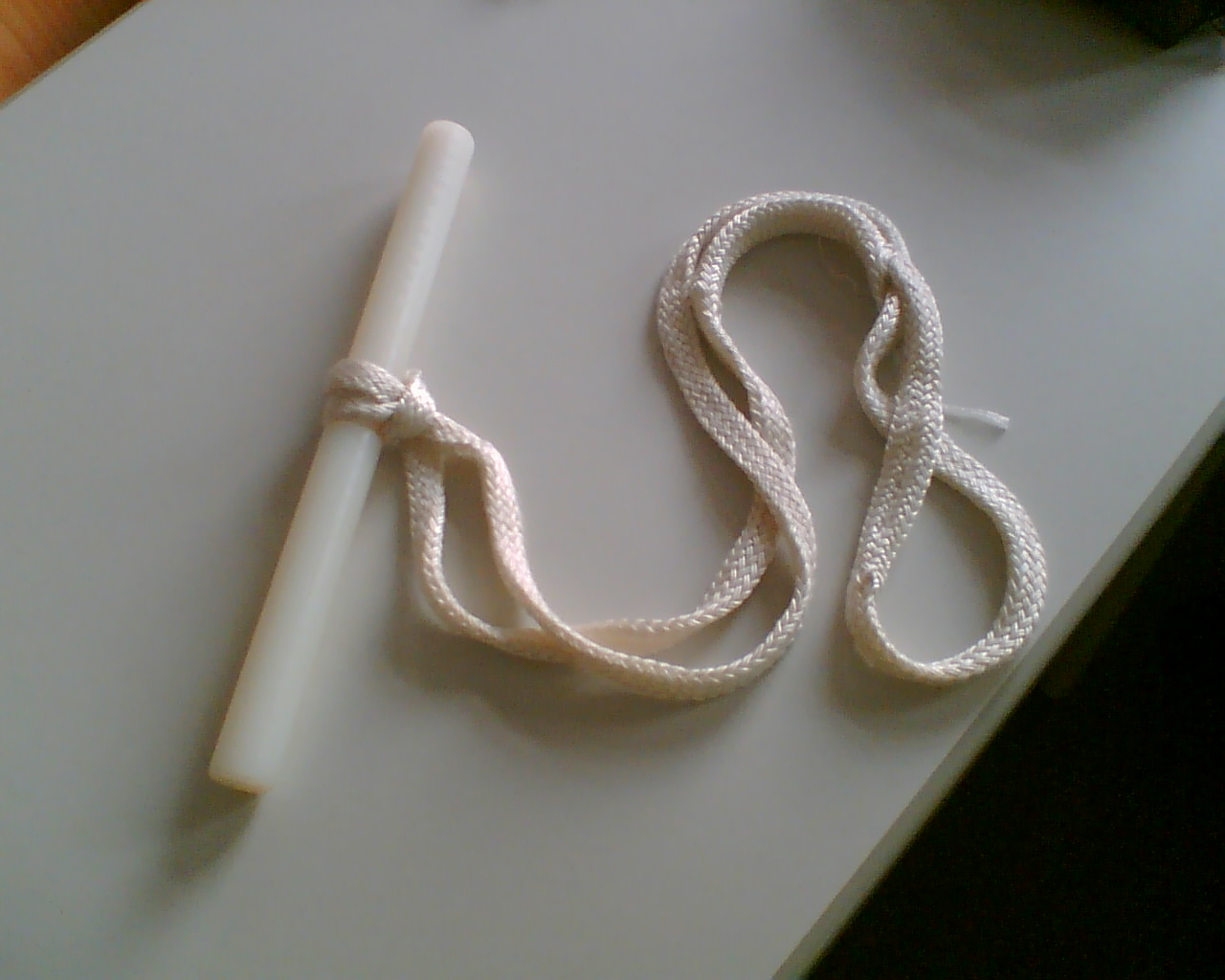
Zughilfe für den Kopf des Kalbes

Unter Zughilfe versteht man mechanische Eingriffe in den Geburtsverlauf. Nur am liegenden Tier sind die Risiken der mechanischen Eingriffe minimal.
Gezogen werden darf nur mit den Wehen. Während der Wehenpause muss auf jeden Fall eine Zugpause erfolgen. Es dürfen nie mehr als zwei Personen an den Beinen eines Kalbes ziehen, da der Geburtskanal des Muttertieres einem stärkeren Zug nicht standhält und dadurch innere Verletzungen beim Muttertier verursacht werden können.
Gezogen werden sollte zu Beginn des Eingriffs in Verlängerung der Rückenlinie des Muttertiers. Hat der Brustkorb des Kalbes die Scham der Kuh passiert, muss der Zug in Richtung der Hintergliedmaßen des Muttertieres abgewinkelt werden.

#### Augenhaken

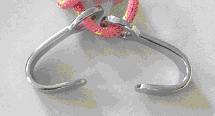
Stumpfe Augenhaken

Darunter versteht man zwei metallene Haken, die an einer sehr dünnen Schnur miteinander verbunden sind. Sie werden paarweise, mit der Spitze zueinander, mit einem Strick verbunden. Es sind sowohl spitze, als auch stumpfe Augenhaken erhältlich.
Die Augenhaken werden noch in der Gebärmutter der Kuh in den zwei inneren (medialen) Augenwinkeln des Kalbes angebracht, um den verdrehten Kopf des Tieres in Geburtsposition zu bringen. Dabei muss beachtet werden, dass die Haken fest in den Augenwinkeln verankert sind, damit sie nicht abrutschen und das Kalb oder das Muttertier verletzen.

#### Geburtskette und -stricke

Geburtskette und -strick

Die Ketten bzw. Stricke werden über den Fesselgelenken (am Röhrbein) des Kalbes angebracht um aktive Geburtshilfe zu leisten. Die Stricke und Ketten sollten fest sitzen aber nicht abschnüren. Sie dienen dazu, die Gliedmaßen des Kalbes zu leiten oder in die richtige Stellung zu bringen.
Es gibt auch spezielle Kopfstricke, die dazu dienen, den Kopf des Kalbes zu leiten. Diese sind so konstruiert, dass sie sich nicht zusammenziehen können.

#### Geburtshelfer

Geburtshelfer für Rindergeburt in einer sehr einfachen Ausführung, moderne Geräte haben große Bügel zum Abstützen an der Kuh, sowie eine verbesserte Zugstange

Ein Geburtshelfer ist eine Stange aus Metall, die mittels Ratsche Zugkräfte aufbaut.
Es wird über den Fesselgelenken (am Röhrbein) des Kalbes jeweils ein Strick angebracht. Danach werden die Stricke am Stiel des Geburtshelfers fixiert. Das Vorderteil des Geburtshelfers wird unterhalb des Schamausgangs des Muttertieres angebracht. Je nach Tierrasse kann man zwischen unterschiedlich großen Bügeln wählen. Mit Hilfe der am Stiel angebrachten Ratsche kann das Kalb aus dem Mutterleib gezogen werden. Dabei ist zu beachten, dass man nur mit den Wehen arbeitet, um die Schubkraft der Gebärmutter zu unterstützen. Bei komfortablen Geräten hat der Bediener die Möglichkeit, die Zugkraft durch einen Schaltmechanismus zu begrenzen.

## Allgemeines
Grundsätzlich sollte die Geburtshilfe leistende Person sich ihrer Kenntnisse bewusst sein. Im Vorfeld sollte sich die betroffene Person mit dem behandelnden Tierarzt austauschen, um im Ernstfall die richtigen Entscheidungen zu treffen. Denn nur eine richtige Entscheidung führt zur erfolgreichen Geburtshilfe. Unter erfolgreich versteht man: Ein lebensfrisches Kalb und ein vitales Muttertier, das nach einer Erstbelegung wieder tragend wird.

## Verbot in den Niederlanden
Der Einsatz eines Geburtshelfers ist in den Niederlanden verboten. Ende des Jahres 2013 hat die niederländische Staatssekretärin Sharon Dijksma prüfen lassen, inwieweit der Einsatz in Einzelfällen erlaubt werden kann. Argument hierfür ist, dass der Landwirt schneller zur Stelle ist als ein Tierarzt.